# بنی هلال
بنی‌هلال
از اعراب شمالی یا عدنانی و تیره‌ای از بنی‌عامر و از قبیله هوازن می‌ باشند و نسب آنان به هلال بن عامر بن صعصعه بن معاویه بن بکر بن هوازن بن منصور بن نزار بن معد بن عدنان می‌ رسد. در سال دهم هجرت در غزوه حنین و به سبب ازدواج پیامبر با میمونه بنت حارث و زینب بنت خزیمه به اسلام گرویدند. گستردگی جغرافیایی و فراوانی جمعیت آنان از الجزایر تا هندوستان گفته شده؛ که این امر با توجه به ذات کوچرو بودن این عشیره نمی‌تواند امر غریبی باشد. دلبستگی قبایل هلالی به بادیه‌نشینی آنچنان بود که بقایایی از آنها تا به امروز در حوالی وادی البِرک در منطقه تهامه به زندگی بدوی ادامه می‌ دهند.

## پیشینه
سکونتگاه اولیه این طائفه در سرزمین حجاز و نجد، در اطراف مکه بوده‌است. اجداد بنی‌هلال از آغاز بادیه‌نشین بوده‌اند و به دامداری، پرورش اسب و کشاورزی اشتغال داشتند. آنان همواره به صورت گروهی در میان حجاز و نجد در کوچ بودند و شاید در کوچ‌های تابستانی و زمستانی خود و درپی خشکسالی‌های آنجا برای جستجوی چراگاه‌های مناسب و امرار معاش قبیلهٔ خود تا حوالی عراق و شام نیز می‌رفتند  با ظهور اسلام به دین جدید گرویدند و به‌ویژه در منازعات سیاسی-مذهبی علیه حکومت‌های امویان و عباسیان مثل قیام عبدالله‌‌بن‌زبیر در دوره اموی و جنبش قرامطه در عهد عباسی شرکت داشتند. آنها پس از شکست قرامطه به‌دست خلیفه العزیز فاطمی (حکومت۳۶۵-۳۸۶ق) به مصر تبعید شدند و سپس خلیفه المستنصربالله فاطمی (حکومت۴۲۷-۴۸۷) برای رهایی از دردسرهای هلالیان در مصر، آنان را به افریقیه کوچاند. پس از یک دوره صدساله حکمرانی در آنجا، با ظهور دولت موحدون در مغرب‌ هلالیان به اطاعت آنها درآمدند.

## مهاجرت بنی‌هلال به شمال آفریقا
در سال پنجم هجری جمعیّت عظیمی از قبایل بنی هلال و بنی‌سلیم به شمال آفریقا مهاجرت کردند. این مهاجرت گسترده که به توصیه خلفای فاطمی مصر و قرامطه برای براندازی حکومت آمازیغ تبار زیریان در قیروان صورت گرفت منجر به براندازی حکومت زیریان و مهاجرت بربریان آمازیغ از سرزمین خود و تصرف این سرزمین‌ها توسط قبایل عرب بنی‌هلال و بنی‌سلیم و دیگر تیره‌های قبیله هوازن گردید. امروزه بسیاری از اهالی کشورهای شمال آفریقا چون لیبی و الجزایر و تونس و مغرب و موریتانی خود را از نسل عرب‌های بنی‌هلال می‌دانند. این مهاجرت که در تاریخ عرب به التغریبة الهلالیة مشهور شد اثری بزرگ بر ادبیات شفاهی و روائی مردمان عرب در سراسر جهان عرب امروزی داشت که سبب خلق حماسهٔ بنی‌هلال گشت که شامل داستان دلاوری‌ها و اشعار دلاوران بنی‌هلال چون ابوزید هلالی و ذیاب بن غانم و... می‌باشد که در جریان این مهاجرت بزرگ و طولانی رخ داده‌اند
نقش بنی هلال در عربی کردن مغرب میانه در عصر بنی عبد الواد
ترویج علم و ادبیات در زمان حکومت " بنی عبدالواد " از دولت های بربری شمال آفریقا و تساهل و تسامح ایشان در برخورد با اصحاب عقاید، زمینه مناسبی بود برای جذب دیگر مردمان و قبایل به آن ممالک "عربی شدن بربرها" دلایل متعددی داشت و از مهمترین آنها حضور اعراب بنی هلال در مغرب میانه می باشد. حضور این قبیله در این منطقه گذشته از پیامدهای سیاسی و نظامی فراوان در تغییرات فرهنگی منطقه هم تاثیر بسزایی داشت و نقطه عطفی بود در تکمیل فرهنگ عربی در آن سامان و سبب گسترش فرهنگ عربی در خلال این دوران شد سلطه نظامی، سیاسی و برقراری پیوندهای خویشاوندی سبب گردید تا فرهنگ عمیق عربی توسط قبیله بنی هلال در این منطقه تکمیل و مستحکم تر شود و کفه ترازو یک چند به سود فرهنگ عربی به ویژه در قالب تأثیر در زمینه زبان و ادبیات عربی سنگین تر گردد.
بنی هلال که از قرن پنجم هجری در مغرب میانه حضور داشتند،با استفاده از موقعیّت سیِاسی و نظامی که دولت بنی عبدالواد برای آنان از طریق دادن اقطاعات و واگذاری زمین و پیوندهای خویشاوندی ایجاد کرده بود، به احیاء و تقویت مجدد فرهنگ عربی در مغرب میانه پرداختند فرهنگ و زبان عربی بدین سان گسترش یافت و مغرب میانه پایگاهی شد برای خلق آثار بزرگ عربی

## عشیره بنی هلال در ایران (خوزستان و خراسان)
این عشیره در خوزستان «هلالات» نامیده می‌شود و از گستردگی وکثرت جمعیت برخورداراست به‌طوری‌که درعشایر عرب خوزستان، مثالی رایج است که می‌گویند لوضاع اسمک گول اهلالی اگر تنها و بی‌تبار شده‌ای بگو من هلالی ام که باچنین ادعایی، از حمایت مالی، حیثیتی و تأمین معشیتی اقوام و قبایل عرب استان برخوردار میگردد و این مهم بیانگرحسن شهرت و معروفیت این عشیره‌است.

عشیره هلالات (بنی هلال) در ایران از ۱۳ خاندان که در گویش عربی خوزستانی حموله گفته میشود تشکیل شده از جمله آلبوخاطر، ، آلبوجنام، سرحانیه، شنیط، موتورچی و خاندان اصلی آن – بیت صنگور- هسته مرکزی این قبیله در ایران است که خاندان شیوخ عشیره اند ، از معروفترین شیوخ این عشیره میتوان  شیخ صنگور، شیخ احمد الصنگور ،  شیخ علی الصنگور، شیخ حاج عبدالرسول بن احمد ، شیخ سلطان ،شیخ محمد علی بن عبدالرسول هلالی (مسعودزاده) و شیخ عادل ابوزامل را نام برد که حسن شهرت ونفوذ آنان در بافت عشایری منطقه تأثیرگذار بوده‌ است

عشیره هلالات ازستونهای عمده ایل محیسین ( یکی از شش قبیله بزرگ خوزستان) است ایل محیسن به دنبال اعلام استقلال قبایل عرب خوزستان همچون آل کثیر و بنی‌طرف و نیز ضعف کعب البوناصر در نتیجه کشمکش‌های درونی ایجاد شد. وقتی ناصرالدین شاه در سال ۱۲۷۴ هجری حکومت خوزستان را به حاج جابرخان واگذار کرد و به او اختیار داد تا عشایر سرکش را مطیع کند وی که مردی کاردان و ثروتمند بود، با طوایف معروف منطقه چون بنی‌هلال، البوفرحان و بغلانی که همگی از ساکنین اولیه شهر خرمشهر بودند این قبیله بزرگ را تشکیل داد (درسال‌های ۱۲۲۰ ه‍.ق) به‌تدریج سایر عشایر منطقه به آن پیوستند و بعدها پس از ابلاغ فرمان پادشاهی ایران به احتشام السلطنه– والی خوزستان - مبنی بر ایجاد گمرک وتشکیلات اداری بندر محمره بر روی شهرقدیمی بیان (خرمشهر فعلی) وی را درانجام این مهم یاری نموده و بارونق بندر و اسکله‌های احداثی موجبات توسعه و آبادانی خرمشهر گردیدند.
شغل آن‌ها کشاورزی شامل کشت گندم، جو، پرورش خرما و دامپروری می‌بوده که برمبنای کوچ فصلی اتکا داشت؛ تداوم همزیستی و کوچ‌های فصلی ایل محیسین از یکسو و نزدیکی قبیله بزرگ باوی به مزارع گندم ِ ایل محیسین و موقعیت مستحفظی آنان برای دام هایشان نوعی اشتراک منافع را با قبیله بزرگ باوی در اهواز به وجود آورد به‌طوری‌که بعضی از خاندان این عشیره که تعداد قابل توجهی دام داشتند در مواقع بازگشت به خرمشهر (محمره) بخش بزرگی از آن دام را به دست عشیره باوی سپرده و در مقابل نگهداری از دام‌ها از محصولات کشاورزی ایل منتفع می‌گردیدند کثرت و رواج این تعاملات وارتباط اجتماعی - عشایری میان باوی و عشایرهلالات وقوع مشارکت‌های مدنی و قرابت‌های سببی (ازدواج) را بدنبال داشته ومجموعه این عوامل روابط دو طایفه رااستحکام و وسعت بخشیده که کماکان نیزادامه دارد
خاستگاه اصلی این عشیره شهرستان خرمشهر در مناطقی ست بنام حیزان، دره و به ویژه معمره صنگور (یعنی جایی که توسط صنگور- نیای بزرگ این عشیره در ایران - آباد شده) البته پراکندگی و اسکان این عشیره در تمام بخش‌ها و مناطق خوزستان (ازآبادان تا رامهرمز و رامشیر و…)یافت می‌شود که مورد احترام و حسن اعتبار اکید دیگر عشایر و قبایل عرب منطقه می‌باشند
بنی هلال در خراسان
تیره ای از بنی هلال از دوره خلافت عباسی تا نادر شاه افشار جهت حفاظت از حکومت ها وارد این منطقه شدند که باقی مانده آن ها کمابیش در دهستانی بنام عربخانه موجود هستند. از بنی هلال در بخش عربخانه شهر شوسف نهبندان خراسان جنوبی در مناطق و روستاهای خسروی، سایه سنگان، گندرگو، زین آباد، رمنجان(رامنگان) و مرزه زندگی می کنند.

## نمادهای عشیره
پرچم (بیرق) عشیره ازمعدود پرچم‌های مرتفعی است که طول آن به سه متر می‌رسد، شکل پارچه سه ضلعی است که دارای زمینه سفید و رسم / کتابت آن قرمز است ونقش آن شامل یک ستاره، یک هلال و شمشیر علی
«ذوالفقار» است، دو تن از شاعران شناخته شده عرب در استان بنام‌های شیخ لایض و زائرشایع الحسناز این عشیره اند